# دوري هونغ كونغ لكرة القدم 2000–01
دوري هونغ كونغ لكرة القدم 2000–01 (بالصينية: 2000–01年香港甲組足球聯賽) هو الموسم 56 من دوري هونغ كونغ لكرة القدم ‏. كان عدد الأندية المشاركة فيه 8، وفاز فيه Happy Valley AA ‏.